# Pyraszawa
Pyraszawa (biał. Пырашава; ros. Пырашево, Pyraszewo) – wieś na Białorusi, w obwodzie mińskim, w rejonie uzdowskim, w sielsowiecie Słabada. W 2019 roku liczyła 47 mieszkańców.